# Aleš Jaluška
Aleš Jaluška (* 6. září 1947 Praha) je kněz Církve československé husitské, dlouholetý kaplan věznice ve Valdicích a překladatel z hebrejštiny.

## Životopis
Jaluškův otec byl komunista, voják z povolání. Jaluška se vyučil elektrikářem, v 18 letech nastoupil na vojenskou školu. Později se rozhodoval mezi medicínou a teologií. Nakonec si vybral teologii, ačkoli v té době nebyl věřícím člověkem.
Po studiu byl poslán do vesnice Držkov u Tanvaldu, kde působil jako farář Církve československé husitské 15 let. V té době se oženil, jeho manželka je farářka Ochranovského seniorátu Českobratrské církve evangelické. Později se stal farářem v Lomnici nad Popelkou.
Před Vánoci v roce 1989, když se na faře asi 20 lidí živě bavilo o politické situaci, zaslechl při této hladině hluku v rádiu větu, že ve Valdicích je vzpoura vězňů. „Věděl jsem, že je ta věta určená pro mě," popisuje tehdejší okamžik. Napoprvé ho ale od bran věznice vyhodili, což jej však utvrdilo ve snaze dostat se dovnitř. Na „pátý nebo šestý“ pokus se mu to také podařilo.
Ve Valdicích působil jako vězeňský kaplan 24 let, svou práci zde ukončil v závěru roku 2013a plánoval, že se bude věnovat českému překladu některého z traktátů talmudu.
Ve volbách do Evropského parlamentu v květnu 2019 kandidoval jako nestraník na 16. místě kandidátky hnutí ESO, ale nebyl zvolen.
V roce 2024 byl Jaluška několika ženami obviněn z pohlavního obtěžování. Krátce nato přiznal „nevhodné chování“ k ženám a v církvi skončil.
| „              | Za celou dobu farářování jsem se naučil dvě věci. Za prvé, když ti Pán Bůh zavolá, tak ten telefon zvedni. A za druhé, nečurej proti božímu větru, protože to je hloupost. | “ |
| — Aleš Jaluška | |   |

## Horolezectví
Jaluškovou celoživotní zálibou je horolezectví. Slezl obávanou severní stěnu Eigeru, má za sebou čtyři himálajské expedice. Každý rok na Štědrý den slouží bohoslužbu na hřbitově horolezců na Hrubé Skále.
| „              | Když mě někdo vyhodí oknem, slaním dovnitř komínem. | “ |
| — Aleš Jaluška |                                                     |   |

## Ocenění
- Cena hejtmana Libereckého kraje[6]